# Spoorlijn 21D
Spoorlijn 21D is een Belgische spoorlijn tussen de aftakking Boksbergheide van spoorlijn 21A en het station Genk. De spoorlijn is een onderdeel van de verbinding tussen Hasselt en Genk en ligt volledig op het grondgebied van laatstgenoemde stad.
De 2,3 km lange lijn werd geopend op 26 mei 1979, is dubbelsporig uitgevoerd en geëlektrificeerd.

## Geschiedenis
Genk was door de steenkoolnijverheid uitgegroeid tot een gemeente met meer dan 50.000 inwoners. Door de dalende tewerkstelling in de mijnnijverheid in de streek kwamen er meer pendelaars die voor de verbinding met Hasselt, Leuven of Brussel aangewezen waren op de kleine mijnstationnetjes op spoorlijn 21A. Er was een behoefte aan een centraal station in het centrum van Genk dat zich op dat ogenblik stilaan begon te ontwikkelen als stadscentrum. Hiertoe werd een nieuwe spoorlijn aangelegd vanaf de aftakking Boksbergheide van spoorlijn 21A, parallel en ten westen van het oude baanvak van deze spoorlijn dat in 1943 was afgebroken en waarvoor de bedding was gebruikt voor de aanleg van de expresweg N75.

## Treindiensten
De NMBS verzorgt het personenvervoer met IC en Piekuurtreinen.
| Serie       | Treinsoort          | Route                                                                    | Bijzonderheden             |
| ----------- | ------------------- | ------------------------------------------------------------------------ | -------------------------- |
| IC 03       | Intercity (NMBS)    | Genk – Leuven – Brussel-Zuid – Gent-Sint-Pieters – Brugge – Blankenberge |                            |
| P 2350      | Piekuurtrein (NMBS) | Hasselt – Genk                                                           | Rijdt alleen op werkdagen. |
| P 7300/8300 | Piekuurtrein (NMBS) | Genk – Hasselt – Leuven – Brussel-Zuid                                   | Rijdt alleen op werkdagen. |
| P 7310/8310 | Piekuurtrein (NMBS) | Leuven – Hasselt – Genk                                                  | Rijdt alleen op werkdagen. |

## Aansluitingen
In de volgende plaats is er een aansluiting op de volgende spoorlijn:
Y Boksbergheide
Spoorlijn 21A tussen Hasselt en Maaseik
Spoorlijn 21A/1 tussen Y Boksbergheide en Y Nieuwdak